# Асаи, Аяка
Аяка Асаи (яп. 朝井 彩加 Асаи Аяка, род. 11 мая 1992 года, префектура Сидзуока, Япония) — японская актриса и сэйю.

## Биография
Аяка Асаи родилась 11 мая 1992 года в префектуре Сидзуока. У неё есть два старших брата. С детства ей нравилась актёрская игра, однако она не записалась в школьный драмкружок и не стала обучаться азам актёрского мастерства. Подражала голосам персонажей из аниме, что впоследствии привело к желанию стать сэйю.
Во время летних каникул на первом году учёбы в старшей школе Асаи посетила несколько профессиональных учебных заведений, пока не остановила свой выбор на токийской Академии развлекательных медиа (яп. アミューズメントメディア総合学院 Амю:дзумэнто мэдиа со:го: гакуин). 1 января 2013 года заключила контракт с Seinenza Film Broadcasting, подразделением театральной компании «Сэйнэндза». В этом же году окончила Академию развлекательных медиа и начала карьеру сэйю. Её первой работой в этом направлении стала роль старшеклассницы Окады в аниме-сериале WataMote (2013).
С октября 2014 года на телеканале TV Tokyo начал выходить компьютерный анимационный сериал «Калимеро», в котором Асаи озвучивала титульного главного героя. В этом же месяце была утверждена на роль Мио Нарусэ, главной героини аниме сериала The Testament of Sister New Devil (2015). В январе 2015 года получила роль Хадзуки Като в аниме-сериале Sound! Euphonium, который на 2024 год состоит из трёх сезонов и пяти полнометражных аниме-фильмов. К каждому из трёх сезонов Асаи в составе квартета «Китаудзи» исполняла от лица своего персонажа закрывающие музыкальные темы: «Tutti!» (первый сезон), «Vivace!» (второй сезон) и «Onshoku no Kanata» (третий сезон).
В мае 2017 года Асаи покинула Seinenza Film Broadcasting и начала работать фрилансером. 1 октября 2017 года присоединилась к Toei Tokyo Studios, одним из подразделений компании Toei. 1 августа 2020 года перешла в агентство Intention.
Среди озвученных Асаи персонажей аниме: Лора Сакураба в Aikatsu Stars! (2016—2018), Нора Ханда в Nora, Princess, and Stray Cat (2017), Клара Валак в Welcome to Demon School! Iruma-kun (2019—2023), Зета в The Eminence in Shadow (2022—2023), Тихиро Кобаяси в The Dangers in My Heart (2023—2024) и другие.

## Избранная фильмография

### Аниме-сериалы
2013
- WataMote — Окада[1], другие роли

2014
- The Kindaichi Case Files R — Акари Момояма
- Wasimo — Масао[17]
- «Калимеро» — Калимеро[4]

2015
- Onsen Yosei Hakone-chan — Аки[18]
- Sound! Euphonium — Хадзуки Като[6]
- The Testament of Sister New Devil — Мио Нарусэ[5]
- Wasimo (второй и третий сезоны) — Масао
- «Калимеро» (продолжение) — Калимеро

2016
- Ace Attorney — Кирио Камия
- Aikatsu Stars! — Лора Сакураба[12]
- Hitori no Shita: The Outcast — Лю Яньянь/Рю Кэнкэн[19]
- JoJo’s Bizarre Adventure: Diamond Is Unbreakable — Минако Окура
- Maho Girls PreCure! — Юто Намики
- Monster Hunter Stories: Ride On — Мил[20]
- Sound! Euphonium 2 — Хадзуки Като
- Wasimo (четвёртый сезон) — Масао
- «Калимеро» (продолжение) — Калимеро

2017
- Aikatsu Stars! (второй сезон) — Лора Сакураба[21]
- Kabukibu! — Рири Миваяма[22]
- Love Is Like a Cocktail — Юи Сираиси[23]
- Nora, Princess, and Stray Cat — Нора Ханда[13]
- Schoolgirl Strikers — Хина Оригами
- Wasimo (пятый сезон) — Масао

2018
- Ace Attorney Season 2 — Кирио Камия
- Golden Kamuy — Осома
- Mitsuboshi Colors — Нонока Сасаки[24]
- Sword Art Online Alternative Gun Gale Online — Ева[25]
- Wasimo (шестой сезон) — Масао

2019
- Afterlost — Сома[26]
- Aikatsu Friends! — Мамико Хабара
- Kandagawa Jet Girls — Фука Тамаки[27]
- Kono Oto Tomare! Sounds of Life — Масиро[28]
- Welcome to Demon School! Iruma-kun — Клара Валак[14], мать Клары, братья и сёстры Клары
- «Бригада пылающего пламени» — Лиза Исариби[29]
- «Госпожа Кагуя: В любви как на войне» — Эрика Косэ
- «О моём перерождении в слизь» — Кэнъя[30]

2020
- «Бригада пылающего пламени» (второй сезон) — Лиза Исариби
- «Госпожа Кагуя: В любви как на войне?» — Эрика Косэ

2021
- The Vampire Dies in No Time — Макото Хагино
- Vivy: Fluorite Eye’s Song — Юи Какитани
- Welcome to Demon School! Iruma-kun (второй сезон) — Клара Валак, мать Клары, братья и сёстры Клары
- «Герой-рационал перестраивает королевство» — Юно
- «О моём перерождении в слизь» (второй сезон) — Кэнъя

2022
- Black Rock Shooter: Dawn Fall — Моника Кабураги[31]
- In the Heart of Kunoichi Tsubaki — Адзами[32]
- The Eminence in Shadow — Зета[15]
- Welcome to Demon School! Iruma-kun (третий сезон) — Клара Валак, мать Клары, братья и сёстры Клары
- «Герой-рационал перестраивает королевство» (второй сезон) — Юно
- «Госпожа Кагуя: В любви как на войне — Ультраромантика» — Эрика Косэ

2023
- A Playthrough of a Certain Dude’s VRMMO Life — Нора[33]
- The 100 Girlfriends Who Really, Really, Really, Really, Really Love You — Кусури Якудзэн[34]
- The Dangers in My Heart — Тихиро Кобаяси[16]
- The Eminence in Shadow 2nd Season — Зета
- The Vampire Dies in No Time (второй сезон) — Макото Хагино
- Undead Girl Murder Farce — Элис Рапидшот[35]

2024
- Party kara Tsuiho Sareta Sono Chiyushi, Jitsu wa Saikyo ni Tsuki — Лира[36]
- Sound! Euphonium 3 — Хадзуки Като[37]
- The Dangers in My Heart (второй сезон) — Тихиро Кобаяси
- «О моём перерождении в слизь» (третий сезон) — Кэнъя

2025
- The 100 Girlfriends Who Really, Really, Really, Really, Really Love You (второй сезон) — Кусури Якудзэн

TBA
- Isekai Quartet 3 — Зета[38]

### Аниме-фильмы
- 2016 — Sound! Euphonium: The Movie — Welcome to the Kitauji High School Concert Band — Хадзуки Като
- 2017 — Sound! Euphonium: The Movie — May the Melody Reach You! — Хадзуки Като
- 2018 — Engimon — Ямато Аманокава[39]
- 2018 — Liz and the Blue Bird — Хадзуки Като[40]
- 2019 — Sound! Euphonium: The Movie — Our Promise: A Brand New Day — Хадзуки Като
- 2020 — Digimon Adventure: Last Evolution Kizuna — Мияко Иноуэ[41]
- 2020 — «Видоизменённый углерод: Новая оболочка» — Холли Тограм[42]
- 2022 — «Госпожа Кагуя: В любви как на войне — Первый поцелуй никогда не заканчивается» — Эрика Косэ
- 2023 — Sound! Euphonium: Ensemble Contest — Хадзуки Като
- 2023 — Digimon Adventure 02: The Beginning — Мияко Иноуэ[43]

### OVA/ONA/Спешлы
- 2013 — Pokémon Mewtwo: Prologue to Awakening — Гласеон
- 2018 — The Testament of Sister New Devil Departures — Мио Нарусэ[44]
- 2020 — Strike the Blood IV — Юно Амасэ[45]
- 2021 — Bean Bandit Episode 0 — Ралли Винсент[46]
- 2022 — JoJo’s Bizarre Adventure: Stone Ocean — Пиноккио
- 2023 — Junji Ito Maniac: Japanese Tales of the Macabre — Хитоси[47]

### Компьютерные игры
2013
- Conception II: Children of the Seven Stars — Люсия[1]

2014
- Afterlost — Сома[48]
- Schoolgirl Strikers — Хина Оригами[49]
- Wonderland Fantasy Township 3 — Тоёсатомими-но Мико

2015
- Aegis of Earth: Protonovus Assault — Сино
- Kanpani Girls — Хинано Насу[50], Яи Цзыи, Вирна Каффи

2016
- Aikatsu! Photo on Stage — Лора Сакураба
- Aikatsu Stars! First Appeal — Лора Сакураба
- Aikatsu Stars! My Special Appeal — Лора Сакураба
- Dragon Quest Builders — Главная героиня
- Quiz RPG: The World of Mystic Wiz — Милдред, Субару Масгрейв

2017
- Endride: X Fragments — Луна
- The Idolmaster Cinderella Girls — Мирэй Хаясака[51]
- White Cat Project — Гарриет Харрис

2018
- Shin Megami Tensei: Liberation Dx2 — Ариса Хабара[52]

2019
- Dragalia Lost — Сарисса
- King’s Raid — Гленвис[53]
- Monster Strike — Мишель из группы Angely Diva
- The Magnificent Kotobuki: Ozora no Take Off Girls! — Фио[54]
- Toho Cannonball — Мистия Лорелей[55]

2020
- Kandagawa Jet Girls — Фука Тамаки[56]

2021
- DC Super Hero Girls: Teen Power — Женщина-кошка
- Gate of Nightmares — Валамиэль

2022
- The Eminence in Shadow: Master of Garden — Зета

2023
- Takt Op. Symphony — Фледермаус[57]

2024
- Guardian Tales — Эстель[58]
- Zenless Zone Zero — Люсиана де Монтефио (Люси)[59]

## Награды и номинации
| Год  | Награда               | Результат  | Категория                                                                       | Работа | Прим.  |
| ---- | --------------------- | ---------- | ------------------------------------------------------------------------------- | --- | ------ |
| 2024 | Anime Trending Awards | 12-е место | Опенинг года (вместе с Асами Сэто, Каэдэ Хондо, Марией Наганавой и Мию Томитой) | «Dai Dai Dai Dai Daisuki na Kimi e♡» из The 100 Girlfriends Who Really, Really, Really, Really, Really Love You | [ 60 ] |